# توبوليف تو-14
توبوليف تو-14 (بالروسية: Ту-14) هي قاذفة قنابل توربينية خفيفة سوفيتية الصنع، صنعت من القاذفة تو-73 غير الناجحة مقارنة بإليوشن إل-28. استخدامتها أفواج الطوربيدات في سلاح الجو السوفيتي كقاذفات طوربيدية من 1952 إلى 1959 ثم تم تصديرها إلي الصين.

## المواصفات
الخصائص العامة
- الطول:  ()
- باع الجناح:  ()
- الارتفاع:  ()

الأداء